# Альперова, Клеопатра Сергеевна
Клеопатра Сергеевна Альперова (17 мая 1912, Нижний Новгород — 12 октября 1993, Москва) — советская актриса и режиссёр. Член Союза кинематографистов СССР.

## Биография
Родилась 17 мая 1912 года в Нижнем Новгороде, в многодетной семье, в семье отца Сергея Сергеевича Альперова, который был артистом цирка и клоуном и матери Анны Степановны Альперовой, которая занималась домашними делами и хозяйством, воспитывая восьмерых детей.
Детство Альперовой прошло в переездах по причине гастрольного графика отца. В возрасте 10 лет была отдана родителями в балетную школу при Большом театре. Там по мимо занятий балетом, преподавалась общеобразовательные предметы. В 1930 году окончила балетную школу, но так и не начала танцевальную деятельность из за проблем с ногами.
В 1932 году Альперова устроилась помощником режиссёра на кинофабрике Техфильм, а в 1936 перешла на киностудию Союздетфильм. После долгой работы в качестве помощника режиссёра, перешла на ассистента, сотрудничая с именитыми людьми и работая в помощи над фильмами.
В 1944 году Альперова вернулась в Москву и продолжила работать на студии, постепенно нарабатывая профессиональные качества.
В начале 1980-х годов Альперова перешла в дубляжный цех и работала там в качестве режиссёра до ухода на пенсию в июле 1988 года.
Ушла из жизни 12 октября 1993 года в Москве. Похоронена на Хованском кладбище.

### Оценочные мнения и критика
- Старейшая работница отечественного кинематографа Людмила Пшеничная  рассказала в интервью сайту Музей кино о том, что Альперова, Клеопатра Сергеевна была «звездой» номер один на студии, была классической женщиной и дочкой именитого циркового клоуна Альперова. У неё был смешанный стиль работы аристократа и делового человека. Она промахов не знала. Умела разговаривать со всеми актёрами. Была остроумной, что очень ценил в ней Герасимов. Альперова работала на всех его картинах, и он остерегался «попадать» на её острый язык, так как для неё не существовало никаких авторитетов. Она была представительная, красивая, высокая, стройная. Художники ей посвящали эскизы, говорится тут[1]

## Личная жизнь
Была замужем за артистом Театра имени Евг. Вахтангова Надиром Михайловичем Малишевским, в браке с которым прожила более двадцати лет. В 1950 году у них появляется сын Сергей Малишевский, который тоже пошёл по стопам отца и стал актёром. У Клеопатры когда ребёнок подрос, их отношения испортились.

## Работы

### Фильмография
- 1957 — «Дом, в котором я живу» (Елена Петровна Волынская, мать Гали).

### Режиссёрские работы
- 1965—1973 — Фитиль (короткометражный). Держите дыню | № 34; Цепная реакция | № 35; Новогодний сюрприз | № 137.

### Дополнительные работы
Принимала участия в создании фильмов:
- «Дорога к звёздам» (1942, режиссёр Эдуард Пенцлин).
- «Два бойца» (1943, режиссёр Леонид Луков).
- С 1947 года началось её плодотворное сотрудничество с режиссёром Сергеем Герасимовым, который ценил её деловую хватку и твёрдый характер. Сначала он взял Клеопатру Сергеевну ассистенткой на работу в «Молодая гвардия» (1948), «Сельский врач» (1951), а позднее, начиная с «Журналиста» (1967), приглашал её вторым режиссёром на многие свои картины, в такие как:
- «У озера» (1969)
- «Любить человека» (1972)
- «Дочки-матери» (1974)
- «Красное и чёрное» (1976).
- Также Клеопатра Альперова работала с Исидором Анненским («Княжна Мери», 1955; «Екатерина Воронина», 1957)
- С Юрием Егоровым («Они были первыми», 1956, «Добровольцы», 1958, «Простая история», 1960)
- С Вениамином Дорманом («Весёлые истории», 1962; «Штрафной удар», 1963; «Лёгкая жизнь», 1964; «Ошибка резидента», 1968), Владимиром Вайнштоком («Вооружён и очень опасен», 1978) и так далее.